# Pantà de Vallfornès
El pantà de Vallfornès és un embassament que pertany a la riera de Vallfornès (conca del riu Besòs), creat per una presa situada al municipi de Cànoves i Samalús, a la comarca del Vallès Oriental. Fou construït entre el 1985 i el 1989 i té com a característica especial el fet que fou el primer pantà de Catalunya la presa del qual està formada per pedra i terra compactada.
L'embassament pot acumular 2.300.000 m³ d'aigua, la qual permet regar 500 ha de conreus i, fins i tot, consums extraordinaris de les poblacions de Cànoves i Samalús i Cardedeu. És per això que els ajuntaments de les dues viles són dos socis més dins de la Comunitat de Regants. Actua com a connector entre el Montseny i els sistemes agroforestals de la plana del Vallès.
Està format per un cinyell de muntanyes, de turons i serrats des del pla de la Calma a l'obaga d'en Cuc, entre els quals hi ha Roca Centella, el Mojó, el turó Monner, el puig del Sui (el punt culminant, amb 1.322 m d'altitud), el turó d'en Cuc (on confronten els termes de Cànoves i Samalús, Tagamanent, Montseny i Sant Pere de Vilamajor) i la colada i la serra de Palestrins, al centre del qual hi ha el mas de Vallfornès, edifici meitat fortalesa, meitat casa forestal, al camí del pla de la Calma, construït pel senyor de Tagamanent i restaurada pel seu fill, Dalmau de Rocabertí, de la família dels comtes de Peralada, l'any 1610.

## Característiques

### Capacitat
L'embassament té una superfície inundable de 112.400 m², la capacitat total és de 2.156.600 m³ i la longitud de les aigües embassades, des de la presa a la cua de l'embassament, és de 1.100 metres. La presa té una longitud de 160 m, una alçària màxima de 61,50 m i 10 m d'amplada en el coronament, amb un nucli impermeable d'argila, amb filtres i l'escullera de protecció formada per un talús, aigües amunt, de material granular, en proporció de 2,5 m de longitud per cada metre d'alçària i un altre talús, aigües avall, en proporció de 2:1.

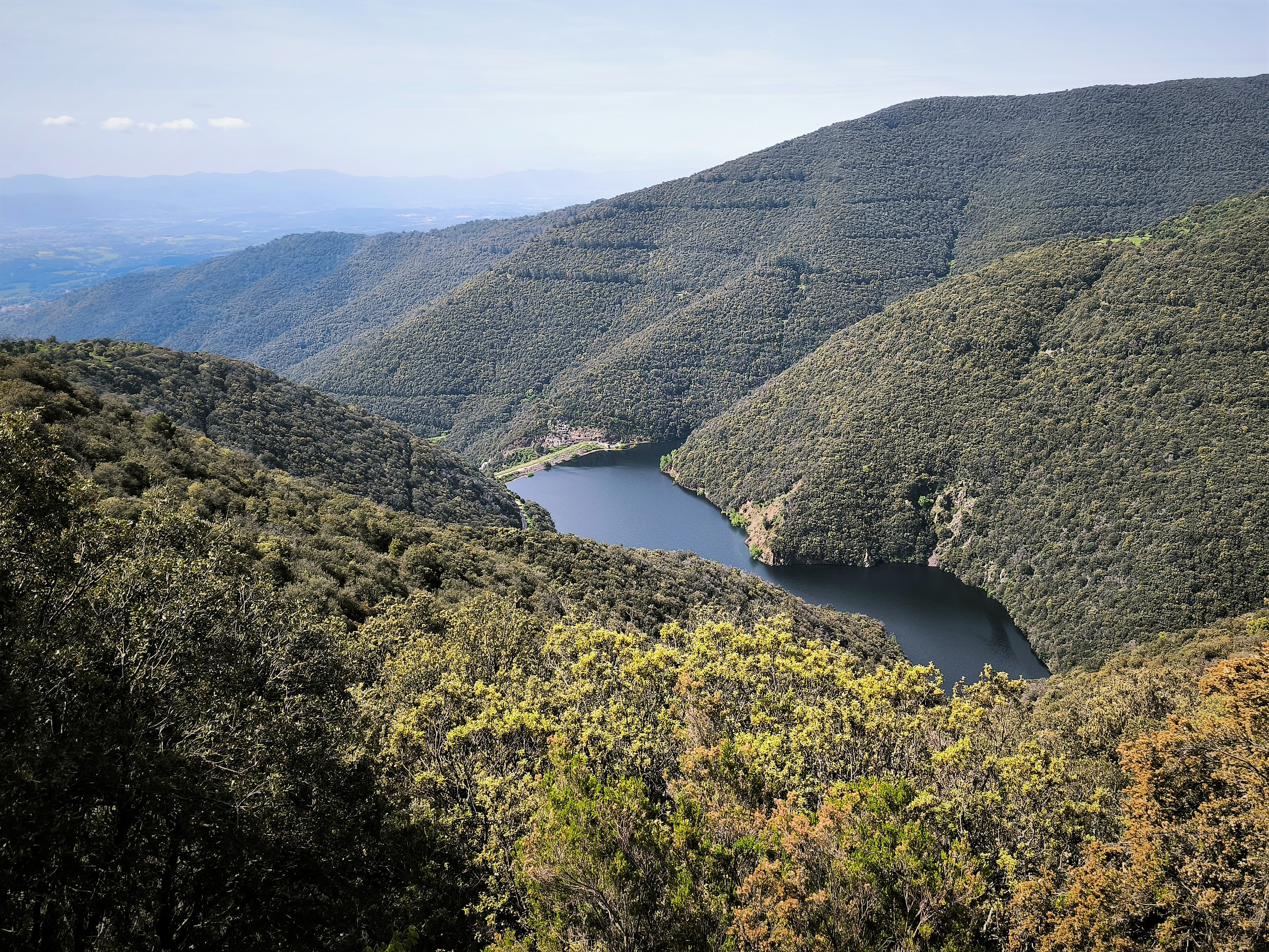
Pantà de Vallforners

### Pluviometria
No es posseeixen dades pluviomètriques d'aquests paratges de Vallfornès ni de la rodalia, però per les dades subministrades per les estacions de Cànoves i del turó de l'Home, les més immediates, emplaçades a 3,2 km i a 10 km, respectivament i en línia recta, s'estima que la mitjana anual de les precipitacions caigudes en el sot de Vallfornès és d'uns 935 l/m², o sigui que en un any cauen en aquella vall uns 11.678.000 m³ (més de 5 vegades la capacitat de l'embassament), dels quals fins ara només s'aprofitaven els cabals recollits a les recloses per les séquies durant els mesos de maig a setembre i que es perdien durant la resta de l'any. L'embassament regularitza el cabal de la riera i acaba amb les seves avingudes i revingudes i amb els llargs estiatges, produïts per l'eixut i la gran evaporació.
Al sot de Vallfornès s'estima que, en terme mig, en els mesos de setembre i d'octubre, hi cauen 109 i 112 l/m², mentre que pel juny n'hi cauen 67 i pel juliol només 43. O sigui que, fins ara s'han anat perdent les aigües quan no es necessitaven.

### Enginyeria
El cabal de les aigües ajuntades a l'embassament és interceptat per un mur aixecat a base de terra compactada i impermeable i serveix de nucli per a l'aixecament d'una muntanyola artificial. Sobre aquest pujol s'hi ha plantat arbres i matolls a fi de simular que la presa és un paratge natural.
Aquest tipus d'embassament, inspirat en construccions d'origen italià, amb el nom tècnic de laghetto collinare, s'aixeca enmig dels vessants de dues muntanyes per entremig de les quals discorre un riu o una riera. Aquest és el primer i el més important embassament d'aquesta mena construït a Catalunya, un tipus de pantà que posteriorment s'expandiria i que permet una millor integració de la presa en el marc natural on està enclavada.

## Història
Les obres començaren el març del 1985. El projecte, confeccionat pel Departament d'Agricultura, Ramaderia i Pesca pels enginyers Cándido Avendaño Salas i Miguel A. Carrillo Suárez, comprenia l'excavació de l'embassament, en el qual es va treballar des de principis de març del 1985: la construcció de la presa, el desviament de la riera, la instal·lació dels aparells d'auscultació per a comprovar l'entrada i sortida dels cabals, la construcció d'un nou camí d'accés de 1670 m de longitud i de 5 m d'amplada, puig l'antic camí ja està inundat per les aigües; i el traçat d'un altre camí de 160 m de longitud per 10 d'amplada fins al coronament de la presa.
Finalitzada la construcció de l'embassament, el 1989 foren tancades les comportes de la presa a fi que el pantà comencés a recollir les aigües que cauen a l'embut muntanyenc.
Per reduir els efectes de l'alteració ambiental, estava consignant un milió de pessetes per a la repoblació piscícola de l'embassament, altres dos milions per a condicionar les zones alterades per l'extracció d'àrids, i altres tres milions per a repoblar, amb flora autòctona, les superfícies que hagin restat sense vegetació